# Chiesa di Sant'Anna (Sant'Antimo)
La chiesa di Sant'Anna è un edificio religioso di Sant'Antimo; venne edificato nella seconda metà del XVII secolo per volere del sacerdote santantimese Fabio D'Agostino.

## Storia
La chiesa fu edificata lungo l'allora via principale del paese. Essa è di piccole dimensioni e presenta una facciata lineare classica. Sul timpano della porta centrale una lapide ricorda l'edificazione della chiesa da parte del fondatore, racchiusa dalla doppia raffigurazione marmorea dello stemma di famiglia su entrambi i lati. La data riportata sulla lapide è "8 ottobre 1677", ma essa si riferisce al completamento dei lavori all'esterno e all'interno, poiché la lapide sepolcrale posta al centro della navata riporta la data "1665".
Con testamento del 22 settembre 1678 il reverendo Fabio D'Agostino lasciò tutti i suoi beni alla chiesa che egli aveva costruito lasciando come amministratori i due parroci porzionari della parrocchia di S. Antimo P. e M. ed il sacrestano della chiesa dello Spirito Santo.
Sul finire del XVIII secolo si pensò di elevarla a seconda parrocchia, dato l'incremento della popolazione, e per qualche tempo funzionò anche come chiesa parrocchiale ma senza averne il titolo.

## Descrizione
La chiesa, di forma rettangolare, presentava tre altari; uno centrale sul presbiterio e due sui lati della navata. Tutti e tre erano sormontati da un quadro. Oggi i quadri non si trovano più lì poiché sono stati rubati insieme ai candelabri dell'altare maggiore, di cui rimane solo il crocifisso in legno dorato del XVIII secolo. Il quadro dell'altare centrale rappresentava Sant'Anna con la Madonna e San Gioacchino, il quadro dell'altare di sinistra rappresentava l'Incontro dei santi Carlo Borromeo e Filippo Neri, quello dell'altare di destra la scena del martirio di un santo. L'altare maggiore a muro è stato rimosso durante gli anni '70 dell'XX secolo sostituito con una mensa. Dell'altare è rimasto solo il paliotto che ha al centro una scultura a mezzotondo raffigurante il mezzobusto di sant'Anna e Maria ed è stato collocato sulla parete del presbiterio in basso a destra.
Ai due lati del presbiterio si aprono due nicchie. In quella di sinistra è collocata una statua in cartapesta del S. Cuore di Gesù (sec. XIX); in quella di destra si trova la statua in cartapesta della santa titolare risalente al XVIII secolo. In alto, ai lati della finestra, sono poste le rappresentazioni in stucco a rilievo di due virtù teologali: la Fede a destra e la Carità a sinistra. Sul lato sinistro del presbiterio si apre una porta che immette in un piccolo vano che funge da sagrestia.
Il pavimento della chiesa è in maiolica e risale al 1860. Il soffitto fu affrescato nel 1939 da Raffaele Iodice: nel presbiterio è raffigurato Dio Padre, mentre nella navata Sant’Anna con Maria.
Sul lato destro dell'ingresso si apre una porta che con una scala porta alla cantoria, mentre su quello sinistro si apre un piccolo laterale che immette sulla strada.